# Sigerslevvester Kirke
Sigerslevvester Kirke er en middelalderlig kirke i landsbyen Sigerslevvester ca. 5 km nordøst for Frederikssund (Region Hovedstaden).
Kirken er anlagt omkring 1100 og om- og udbygget flere gange siden, senest omkring 1400. Kirken har ikke noget tårn, og klokkerne er derfor placeret i en tagrytter.
- Galleri
- Fra øst (apsis)
- Døbefont